# Тринидад и Тобаго на летних Олимпийских играх 2016
Тринидад и Тобаго на летних Олимпийских играх 2016 года будет представлен как минимум в восьми видах спорта.

## Медали
| Бронза |                |                                          |            |
| №      | Спортсмены     | Вид спорта (дисциплина)                  | Дата       |
| 1      | Кешорн Уолкотт | Лёгкая атлетика (метание копья, мужчины) | 20 августа |

## Состав сборной
Академическая гребля
1. Фелис Чоу

 Бокс
1. Найджел Пол

Велоспорт
 Трековый велоспорт
1. Нджисан Филип

 Дзюдо
1. Кристофер Джордж

 Лёгкая атлетика
1. Кестон Бледмен
2. Джехью Гордон
3. Лалонде Гордон
4. Кайл Гро
5. Эммануэль Каллендер
6. Деон Лендор
7. Мейчел Седенио
8. Джаррин Соломон
9. Рондел Соррилло
10. Майкел Томас
11. Ричард Томпсон
12. Кешорн Уолкотт
13. Мишель-Ли Ахье
14. Келли-Энн Баптист
15. Джанил Беллилль
16. Клеопатра Борел
17. Спаркл Макнайт
18. Халифа Сент-Форт
19. Реяр Томас
20. Семой Хэкетт

 Парусный спорт
1. Квота 1

 Плавание
1. Джордж Бовелл
2. Дилан Картер

 Спортивная гимнастика
1. Мариса Дик

## Результаты соревнований

### Академическая гребля
В следующий раунд из каждого заезда проходят несколько лучших экипажей (в зависимости от дисциплины). В отборочный заезд попадают спортсмены, выбывшие в предварительном раунде. В финал A выходят 6 сильнейших экипажей, остальные разыгрывают места в утешительных финалах B-F.
Женщины
| Соревнование | Спортсмены | Предварительный заезд | Предварительный заезд | Предварительный заезд | Отборочный заезд | Отборочный заезд | Отборочный заезд | Четвертьфинал | Четвертьфинал | Четвертьфинал | Полуфинал     | Полуфинал     | Полуфинал     | Финал | Финал | Итоговое место |
| Соревнование | Спортсмены | Заезд                 | Время                 | Место                 | Заезд            | Время            | Место            | Заезд         | Время         | Место         | Заезд         | Время         | Место         | Время | Место | Итоговое место |
| ------------ | ---------- | --------------------- | --------------------- | --------------------- | ---------------- | ---------------- | ---------------- | ------------- | ------------- | ------------- | ------------- | ------------- | ------------- | ----- | ----- | -------------- |
| одиночки     | Фелис Чоу  | 5                     | 8:31,83               | 5                     | 1                | 8:04,91          | 2 Q              | 2             | 8:02,53       | 5             | Полуфинал C/D | Полуфинал C/D | Полуфинал C/D | Финал | Финал |                |
| одиночки     | Фелис Чоу  | 5                     | 8:31,83               | 5                     | 1                | 8:04,91          | 2 Q              | 2             | 8:02,53       | 5             |               |               |               |       |       |                |

### Бокс
Квоты, завоёванные спортсменами являются именными. Если от одной страны путёвки на Игры завоюют два и более спортсмена, то право выбора боксёра предоставляется национальному Олимпийскому комитету. Соревнования по боксу проходят по системе плей-офф. Для победы в олимпийском турнире боксёру необходимо одержать либо четыре, либо пять побед в зависимости от жеребьёвки соревнований. Оба спортсмена, проигравшие в полуфинальных поединках, становятся обладателями бронзовых наград.
Мужчины
| Категория   | Спортсмены  | Первый раунд       | Второй раунд       | Четвертьфинал      | Полуфинал          | Финал              | Место |
| Категория   | Спортсмены  | Соперник Результат | Соперник Результат | Соперник Результат | Соперник Результат | Соперник Результат | Место |
| ----------- | ----------- | ------------------ | ------------------ | ------------------ | ------------------ | ------------------ | ----- |
| свыше 91 кг | Найджел Пол |                    |                    |                    |                    |                    |       |

### Велоспорт

#### Трековый велоспорт
Спринт
| Соревнование | Спортсмены    | Квалификация   | Квалификация | Раунд 1                 | Утешительный заезд       | Раунд 2                 | Утешительный заезд       | Четвертьфинал           | Полуфинал               | Финал                    | Место |
| Соревнование | Спортсмены    | Время Скорость | Место        | Соперник Время Скорость | Соперники Время Скорость | Соперник Время Скорость | Соперники Время Скорость | Соперник Время Скорость | Соперник Время Скорость | Соперники Время Скорость | Место |
| ------------ | ------------- | -------------- | ------------ | ----------------------- | ------------------------ | ----------------------- | ------------------------ | ----------------------- | ----------------------- | ------------------------ | ----- |
| мужчины      | Нджисан Филип |                |              |                         |                          |                         |                          |                         |                         |                          |       |

### Водные виды спорта

#### Плавание
В следующий раунд на каждой дистанции проходят спортсмены, показавшие лучший результат, независимо от места, занятого в своём заплыве.
Мужчины
| Дистанция                 | Спортсмены    | Предварительный раунд | Предварительный раунд | Предварительный раунд | Полуфинал            | Полуфинал            | Полуфинал            | Финал                | Финал                |
| Дистанция                 | Спортсмены    | Заплыв                | Результат             | Место                 | Заплыв               | Результат            | Место                | Результат            | Место                |
| ------------------------- | ------------- | --------------------- | --------------------- | --------------------- | -------------------- | -------------------- | -------------------- | -------------------- | -------------------- |
| 50 метров вольным стилем  | Джордж Бовелл |                       |                       |                       |                      |                      |                      |                      |                      |
| 100 метров вольным стилем | Дилан Картер  | 4                     | 48,80                 | 23                    | завершил выступление | завершил выступление | завершил выступление | завершил выступление | завершил выступление |

### Гимнастика

#### Спортивная гимнастика
В квалификационном раунде проходил отбор, как в финал командного многоборья, так и в финалы личных дисциплин. В финал индивидуального многоборья отбиралось 24 спортсмена с наивысшими результатами, а в финалы отдельных упражнений по 8 спортсменов, причём в финале личных дисциплин страна не могла быть представлена более, чем 2 спортсменами. В командном многоборье в квалификации на каждом снаряде выступали по 4 спортсмена, а в зачёт шли три лучших результата. В финале командных соревнований на каждом снаряде выступало по три спортсмена и все три результата шли в зачёт.
Женщины
Многоборья
| Соревнование      | Спортсмены | Квалификация   | Квалификация        | Квалификация | Квалификация       | Квалификация | Квалификация | Финал                 | Финал                 | Финал                 | Финал                 | Финал                 | Финал                 |
| Соревнование      | Спортсмены | Опорный прыжок | Разновысокие брусья | Бревно       | Вольные упражнения | Всего        | Место        | Опорный прыжок        | Разновысокие брусья   | Бревно                | Вольные упражнения    | Всего                 | Место                 |
| ----------------- | ---------- | -------------- | ------------------- | ------------ | ------------------ | ------------ | ------------ | --------------------- | --------------------- | --------------------- | --------------------- | --------------------- | --------------------- |
| личное многоборье | Мариса Дик | 13,900         | 11,333              | 13,066       | 12,533             | 50,832       | 55           | завершила выступление | завершила выступление | завершила выступление | завершила выступление | завершила выступление | завершила выступление |

Индивидуальные упражнения
| Соревнование        | Спортсмены | Квалификация | Квалификация | Финал                 | Финал                 |
| Соревнование        | Спортсмены | Очки         | Место        | Очки                  | Место                 |
| ------------------- | ---------- | ------------ | ------------ | --------------------- | --------------------- |
| разновысокие брусья | Мариса Дик | 11,333       | 79           | завершила выступление | завершила выступление |
| бревно              | Мариса Дик | 13,066       | 58           | завершила выступление | завершила выступление |
| вольные упражнения  | Мариса Дик | 12,533       | 70           | завершила выступление | завершила выступление |

### Дзюдо
Соревнования по дзюдо проводились по системе с выбыванием. В утешительные раунды попадали спортсмены, проигравшие полуфиналистам турнира. Два спортсмена, одержавших победу в утешительном раунде, в поединке за бронзу сражались с дзюдоистами, проигравшими в полуфинале.
Мужчины
| Категория | Спортсмены       | 1/32 финала        | 1/16 финала        | 1/8 финала         | Четвертьфинал      | Полуфинал          | Финал              | Место |
| Категория | Спортсмены       | Соперник Результат | Соперник Результат | Соперник Результат | Соперник Результат | Соперник Результат | Соперник Результат | Место |
| --------- | ---------------- | ------------------ | ------------------ | ------------------ | ------------------ | ------------------ | ------------------ | ----- |
| до 100 кг | Кристофер Джордж |                    |                    |                    |                    |                    |                    |       |

### Лёгкая атлетика
Мужчины
Беговые дисциплины
| Дисциплина                    | Спортсмен                                                         | Предварительный раунд | Предварительный раунд | Предварительный раунд | Четвертьфиналы | Четвертьфиналы | Четвертьфиналы | Полуфиналы                                                        | Полуфиналы                                                        | Полуфиналы                                                        | Финал | Финал |
| Дисциплина                    | Спортсмен                                                         | Забег                 | Время                 | Место                 | Забег          | Время          | Место          | Забег                                                             | Время                                                             | Место                                                             | Время | Место |
| ----------------------------- | ----------------------------------------------------------------- | --------------------- | --------------------- | --------------------- | -------------- | -------------- | -------------- | ----------------------------------------------------------------- | ----------------------------------------------------------------- | ----------------------------------------------------------------- | ----- | ----- |
| бег на 100 метров             | Кестон Бледмен                                                    |                       |                       |                       |                |                |                |                                                                   |                                                                   |                                                                   |       |       |
| бег на 100 метров             | Рондел Соррилло                                                   |                       |                       |                       |                |                |                |                                                                   |                                                                   |                                                                   |       |       |
| бег на 100 метров             | Ричард Томпсон                                                    |                       |                       |                       |                |                |                |                                                                   |                                                                   |                                                                   |       |       |
| бег на 200 метров             | Рондел Соррилло                                                   |                       |                       |                       | не проводится  | не проводится  | не проводится  |                                                                   |                                                                   |                                                                   |       |       |
| бег на 200 метров             | Кайл Гро                                                          |                       |                       |                       | не проводится  | не проводится  | не проводится  |                                                                   |                                                                   |                                                                   |       |       |
| бег на 400 метров             | Мейчел Седенио                                                    |                       |                       |                       | не проводится  | не проводится  | не проводится  |                                                                   |                                                                   |                                                                   |       |       |
| бег на 400 метров             | Лалонде Гордон                                                    |                       |                       |                       | не проводится  | не проводится  | не проводится  |                                                                   |                                                                   |                                                                   |       |       |
| бег на 400 метров             | Деон Лендор                                                       |                       |                       |                       | не проводится  | не проводится  | не проводится  |                                                                   |                                                                   |                                                                   |       |       |
| бег на 110 метров с барьерами | Майкел Томас                                                      |                       |                       |                       | не проводится  | не проводится  | не проводится  |                                                                   |                                                                   |                                                                   |       |       |
| бег на 400 метров с барьерами | Джехью Гордон                                                     |                       |                       |                       | не проводится  | не проводится  | не проводится  |                                                                   |                                                                   |                                                                   |       |       |
| Эстафета                      | Предварительный раунд                                             | Предварительный раунд | Предварительный раунд | Предварительный раунд | Полуфинал      | Полуфинал      | Полуфинал      | Финал                                                             | Финал                                                             | Финал                                                             | Финал | Финал |
| Эстафета                      | Состав                                                            | Забег                 | Время                 | Место                 | Забег          | Время          | Место          | Состав                                                            | Состав                                                            | Состав                                                            | Время | Место |
| эстафета 4×100 метров         | Кестон Бледмен Рондел Соррилло Эммануэль Каллендер Ричард Томпсон |                       |                       |                       | не проводится  | не проводится  | не проводится  | Кестон Бледмен Рондел Соррилло Эммануэль Каллендер Ричард Томпсон | Кестон Бледмен Рондел Соррилло Эммануэль Каллендер Ричард Томпсон | Кестон Бледмен Рондел Соррилло Эммануэль Каллендер Ричард Томпсон |       |       |
| эстафета 4×400 метров         | Джаррин Соломон Лалонде Гордон Деон Лендор Мейчел Седенио         |                       |                       |                       | не проводится  | не проводится  | не проводится  |                                                                   |                                                                   |                                                                   |       |       |

Технические дисциплины
| Дисциплина    | Спортсмен      | Квалификация | Квалификация | Финал     | Финал |
| Дисциплина    | Спортсмен      | Результат    | Место        | Результат | Место |
| ------------- | -------------- | ------------ | ------------ | --------- | ----- |
| метание копья | Кешорн Уолкотт |              |              |           |       |

Женщины
Беговые дисциплины
| Дисциплина                    | Спортсмен                                                      | Предварительный раунд | Предварительный раунд | Предварительный раунд | Четвертьфиналы | Четвертьфиналы | Четвертьфиналы | Полуфиналы                                                     | Полуфиналы                                                     | Полуфиналы                                                     | Финал | Финал |
| Дисциплина                    | Спортсмен                                                      | Забег                 | Время                 | Место                 | Забег          | Время          | Место          | Забег                                                          | Время                                                          | Место                                                          | Время | Место |
| ----------------------------- | -------------------------------------------------------------- | --------------------- | --------------------- | --------------------- | -------------- | -------------- | -------------- | -------------------------------------------------------------- | -------------------------------------------------------------- | -------------------------------------------------------------- | ----- | ----- |
| бег на 100 метров             | Мишель-Ли Ахье                                                 |                       |                       |                       |                |                |                |                                                                |                                                                |                                                                |       |       |
| бег на 100 метров             | Семой Хэкетт                                                   |                       |                       |                       |                |                |                |                                                                |                                                                |                                                                |       |       |
| бег на 100 метров             | Келли-Энн Баптист                                              |                       |                       |                       |                |                |                |                                                                |                                                                |                                                                |       |       |
| бег на 200 метров             | Мишель-Ли Ахье                                                 |                       |                       |                       | не проводится  | не проводится  | не проводится  |                                                                |                                                                |                                                                |       |       |
| бег на 200 метров             | Семой Хэкетт                                                   |                       |                       |                       | не проводится  | не проводится  | не проводится  |                                                                |                                                                |                                                                |       |       |
| бег на 200 метров             | Реяр Томас                                                     |                       |                       |                       | не проводится  | не проводится  | не проводится  |                                                                |                                                                |                                                                |       |       |
| бег на 400 метров с барьерами | Джанил Беллилль                                                |                       |                       |                       | не проводится  | не проводится  | не проводится  |                                                                |                                                                |                                                                |       |       |
| бег на 400 метров с барьерами | Спаркл Макнайт                                                 |                       |                       |                       | не проводится  | не проводится  | не проводится  |                                                                |                                                                |                                                                |       |       |
| Эстафета                      | Предварительный раунд                                          | Предварительный раунд | Предварительный раунд | Предварительный раунд | Полуфинал      | Полуфинал      | Полуфинал      | Финал                                                          | Финал                                                          | Финал                                                          | Финал | Финал |
| Эстафета                      | Состав                                                         | Забег                 | Время                 | Место                 | Забег          | Время          | Место          | Состав                                                         | Состав                                                         | Состав                                                         | Время | Место |
| эстафета 4×100 метров         | Семой Хэкетт Мишель-Ли Ахье Келли-Энн Баптист Халифа Сент-Форт |                       |                       |                       | не проводится  | не проводится  | не проводится  | Семой Хэкетт Мишель-Ли Ахье Келли-Энн Баптист Халифа Сент-Форт | Семой Хэкетт Мишель-Ли Ахье Келли-Энн Баптист Халифа Сент-Форт | Семой Хэкетт Мишель-Ли Ахье Келли-Энн Баптист Халифа Сент-Форт |       |       |

Технические дисциплины
| Дисциплина    | Спортсмен       | Квалификация | Квалификация | Финал     | Финал |
| Дисциплина    | Спортсмен       | Результат    | Место        | Результат | Место |
| ------------- | --------------- | ------------ | ------------ | --------- | ----- |
| толкание ядра | Клеопатра Борел |              |              |           |       |

### Парусный спорт
Соревнования по парусному спорту в каждом из классов состояли из 10 или 12 гонок. Каждую гонку спортсмены начинали с общего старта. Победителем становился экипаж, первым пересекший финишную черту. Количество очков, идущих в общий зачёт, соответствовало занятому командой месту. 10 лучших экипажей по результатам предварительных заплывов попадали в медальную гонку, результаты которой также шли в общий зачёт. В медальной гонке, очки, полученные экипажем удваивались. В случае если участник соревнований не смог завершить гонку ему начислялось количество очков, равное количеству участников плюс один. При итоговом подсчёте очков не учитывался худший результат, показанный экипажем в одной из гонок. Сборная, набравшая наименьшее количество очков, становится олимпийским чемпионом.
Мужчины
| Класс | Спортсмены  | Гонка | Гонка | Гонка | Гонка | Гонка | Гонка | Гонка | Гонка  | Гонка | Гонка | Гонка         | Гонка         | Гонка         | Очки | Место |
| Класс | Спортсмены  | 1     | 2     | 3     | 4     | 5     | 6     | 7     | 8      | 9     | 10    | 11            | 12            | M             | Очки | Место |
| ----- | ----------- | ----- | ----- | ----- | ----- | ----- | ----- | ----- | ------ | ----- | ----- | ------------- | ------------- | ------------- | ---- | ----- |
| Лазер | Эндрю Льюис | 42    | 34    | 39    | 36    | 40    | 34    | 31    | 47 BFD | 36    | 32    | не проводится | не проводится | не участвовал | 324  | 39    |